# Список населённых пунктов Фейруна
Фейрун — континент вымышленного мира Абир-Торил сеттинга Забытых Королевств из серии ролевых игр Dungeons & Dragons, являющийся одним из самых детально описанных фэнтезийных континентов. Широко используется в книгах (работы Эда Гринвуда и Роберта Сальваторе), компьютерных и настольных играх (Pool of Radiance, Baldur's Gate, Icewind Dale, Neverwinter Nights и другие). Создан Эдом Гринвудом в 1970-х годах и стал широко известен в 1987 году в связи с изданием The Forgotten Realms Campaign Set, и после того, как в работу над миром, его географией и историей, подключились сотни профессионалов и поклонников, Фейрун сравнился по размаху проработки с миром Средиземья Толкина. В статье приводится список географических объектов континента.

## Аткатла
Аскатла или Аткатла (англ. Athkatla) — столица империи Амн, метрополис с населением в 118,304 человека. Аткатла является стартовой точкой и основным местом действия игры Baldur's Gate II: Shadows of Amn.
Аткатла является столицей и самым важным и влиятельным городом в Амне (седьмым по нагрузке портом на всем Фаэруне), здесь процветают заговоры, интриги и предательство, а преданность давно стала расхожим товаром. Власть в Амне неохотно поделена между официальными властями и местной воровской гильдией. Любой вид немагических товаров может быть найден здесь за соответствующую цену. Поскольку это единственный остающийся свободным порт Амна, суда с западной земли Мазтики причаливают здесь, привозя экзотические овощи, плоды, драгоценности и большое количество золота.
Аткатла (The City of Coin), как и Врата Балдура, расположена на берегу моря и делится на две части устьем реки. Город состоит из множества районов: Волна, Храм, Самоцвет, Торги, Река в Северной части и Скипетр, Центр, Мост, Стража, Кладбище в Южной. Городской рынок по размерам вдвое больше вотердипского. Город хорошо защищён мощным гарнизоном и славится тем, что в нём можно приобрести практически всё – были бы деньги. Основная торговля идёт на Торговом Рынке или Променаде Вокин превышающем вдвое размер рынка Вотердипа.

## Лускан
Лускан (англ. Luskan) — портовый город-государство на Побережье Мечей, севернее Порта Лласт и Невервинтера. В Лускане происходит действие книги Роберта Сальваторе «Король пиратов» (из цикла о Дриззте До’Урдене) и события игры Neverwinter Nights.
Торговцы-мореплаватели из Лускана всегда были жестокими, гордыми и воинственными. За свою долгую историю Лускан враждовал с материковым городом Мирабар, прибрежным городом Невервинтер и островным королевством Руатим. Даже сегодня они содействуют пиратам, нападающим на корабли и порты Побережья Мечей. Кроме того, лусканцы торгуют с Амном, Калимшаном и многими другими городами (даже с городом темных эльфов Мензоберранзан, связь с которым установлена через организацию Бреган д’Эрт). Формально Лускан управляется пятью верховными капитанами, однако есть подозрение, что на самом деле Лусканом правит Тайное Братство из своей башни на острове.

### География
Этот важный северный город расположен в устье несудоходной реки Мирар. Быстрый и холодный поток реки Мирар соединяет его с Мирабаром. Опасности и прибрежной Высокой Дороги и внутренней Долгой Дороги к югу от Мирабара заставляют корабли, ведущие торговлю металлом, держаться Лускана стороной.

### Структура города
Река Мирар делит остров на две основные части. Северная часть — это окруженный стенами анклав, практически полностью состоящий из складов. Южная часть города намного старше. Стоящие на отшибе, обнесенные стенами фургонные городки окружают эту надежно укрепленную территорию. Две половины города соединены тремя мостами. Они называются Портовый Переход, Переправа Далата и Верхняя Переправа. В устье Мирара расположены пять больших островов, и три ближайших к южному берегу застроены. Наиболее значимые районы Лускана — это Двор Вождей, район Гавани, район Мирабар, Плес и Переправы.
Общественная жизнь сосредоточена в тавернах и публичном доме, которым заведует мисс Бэлла — это единственное место, где недопустимы никакие стычки между командами враждующих капитанов. В Лускане поклоняются Тиру — богу справедливости и Орил — богине холода и ветра. Храм Тира во времена бедствий превращается в убежище для раненых и беженцев.
На южном берегу реки Мирар, под западной частью Лускана, находятся руины древнего города Иллуск.

## Мифрил Холл
Мифрил Холл (Мифриловый Зал, англ. Mithral Hall) — вымышленный город дварфов в фэнтезийном сеттинге Forgotten Realms. Мифрил Холл — место действия книг Роберта Сальваторе из цикла о темном эльфе Дриззте До’Урдене. Это одна из наиболее известных и значительных твердынь дварфов в Северных землях, которая заслужила своё название благодаря богатым залежам драгоценного металла мифрила. Правитель города, король Бренор Боевой Молот сделал символ своего клана — кружку пенного пива — символом города. Дварфы Мифрил Холла с гордостью носят эту эмблему на своих доспехах, щитах и боевых знаменах.

### Характеристика города
- Местоположение: Север Фейруна, Серебряные Пределы
- Размер: большой город
- Численность населения: около 5000
  - щитовые дворфы 81 %
  - глубинные гномы 7 %
  - золотые дворфы 5 %
  - люди 4 %
  - урдуннир дворфы 3 %
- Форма правления: монархия
- Правитель: с 1356 года — Бренор Боевой Молот (1358—1370 — правление Гандалуга Боевого Молота)

Мифрил Холл находится под землёй в регионе, известном как Серебряные пределы (центральный Север), глубоко под Четырехвершинной Горой. Главный вход в него расположен в горной долине, известной как Долина Хранителя. Ближайший к Мифрил Холлу город — Сильверимун (центр и столица Серебряных Пределов).
Пара массивных, хорошо охраняемых гранитных дверей стоят на месте тайной двери, бывшей когда-то главными воротами. Самый высокие уровни Мифрил Холла являются лабиринтом коридоров и туннелей, разработанных с целью удержать непрошенных гостей подальше от важных нижних залов. Дварфы привели многие старинные ловушки в рабочее состояние, а также добавили новые, чтобы сделать верхние залы еще более смертоносными для незваных гостей. Залы среднего уровня включают в себя мифриловые шахты, которыми крепость так знаменита, а под ними находится Подземный Город, жилые помещения которого потенциально могут вместить вдвое больше дварфов, чем количество проживающих там в данный момент. Дома дварфов построены в скале горной породы и расположены по кругу на концентрических выступах.
Самые нижние уровни Мифрил Холла — это уже фактически верхнее Подземье. Чтобы защититься от угрозы дроу, дуэргаров, гоблинов и других злых обитателей Подземья, самые нижние туннели были запечатаны и были назначены смотрители туннелей — ответственные за безопасность в пещерах. Также чтобы не допустить возвращения дуэргаров, которые однажды сумели захватить Мифрил Холл, подданные Бренора создали систему охранных постов. Эти посты служат отправными точками для постоянных вылазок тех воинов, чьей единственной задачей является разведка ближайшего Подземья в поисках потенциальных врагов.

### Краткая история
Ранняя история Мифрил Холла была утеряна для представителей других рас. Дварфы — очень скрытный народ и чтобы защитить свои богатства от посягательств мошенников, воров и авантюристов, они придумали хитрую систему условных знаков и вымышленных имен. Эта хитрость должна была сбить со следа грабителей, шпионов и просто любопытных. Возможно, многим человеческим исследователям и мудрецам случалось читать о Мифрил Холле в книгах, но под другим именем и они принимали его за одну из многих твердынь дварфов, разбросанных по миру. Именно по этой причине Мифрил Холл долгие десятилетия был потерян для обитателей поверхности и его ранняя история не сохранилась.
Некогда Мифрил Холл был некогда самой большой из твердынь северных щитовых дварфов. Около 1170 года он был захвачен теневым драконом по имени Мерцающий Мрак (Shimmergloom) и его слугами — дуергарами. Дракон убил большинство дварфов и овладел цитаделью. Бренор был тогда еще ребенком по меркам дварфов и не помнил ничего, что могло бы навести на место, где расположен подземный город.
В 1356 году Бренор Боевой Молот наконец отправился на поиски потерянной родины клана Боевого Молота. Однако, оказавшись внутри твердыни, он обнаружил, что Мифрил Холл все еще в руках подземных дварфов — дуэргаров. Вождь Боевых Молотов сразился и уничтожил Мерцающего Мрака и истребил множество дуэргаров. Клан Боевых Молотов при поддержке других дварфских кланов, возвратил себе родной город. Бренор стал восьмым королём Мифрил Холла.
В 1358 году на Мифрил Холл подвергся нападению армии дроу Мензоберранзана во главе с матроной Первого Дома — Ивоннель Бэнр. Бренор руководил обороной, Дриззт и Кэтти-бри принимали активное участие в сражении. Дварфам Боевого Молота и их союзникам — варварским племенам, гвардейцам Несма, рыцарям Сильвермуна и дварфам из соседних твердынь удалось разгромить армию дроу и одержать победу. Матрона Бэнр и несколько высших жриц были убиты; великий город темных эльфов Мензоберранзан сильно ослаблен. Гандалуг Боевой Молот, который почти 3000 лет был пленником темных эльфов вернулся к своему клану, и Бренор уступил ему трон. Гандалуг стал девятым королём Мифрил Холла, однако вскоре умер, и Бренор снова был коронован уже как десятый король в 1370.
После поражения Блингденстоуна (города глубинных гномов) в войне с дроу Мензоберранзана, некоторое число глубинных гномов под предводительством смотрителя туннелей Белвара Диссенгальпа переселилось в город дварфов. Бренор и его народ были в большом долгу перед свирфнеблинами из Блингденстоуна, и король с радостью предложил приют любому глубинному гному, пережившему падение их родного города. Около 350 выживших свирфнеблинов осталось жить в Мифрил Холле.
В 1370 году в Серебряные Пределы подверглись нашествию племен орков, объединенных королём Обальдом Многострельным (Obould Many-Arrows). При обороне небольшого селения под названием Низины Бренор был тяжело ранен и какое-то время находился между жизнью и смертью. В этот период управление военными делами взял на себя Реджис. Оправившись от раны, король дварфов продолжил борьбу с орками, принимая активное участие как в организации обороны Мифрил Холла, так и непосредственно в сражениях. В 1371 году был подписан мир с орками в ущелье Гарумна в Мифрил Холле. Это исторически важное событие положило начало новой эпохе — мирному сосуществованию всех народов, населяющих Серебряные Пределы с государством орков, которое стало называться Королевство Многих Стрел.

### Значительные персоны города
- Гандалуг Боевой Молот — прародитель клана Боевой Молот, первый и девятый король Мифрил Холла
- Бренор Боевой Молот — восьмой и десятый король Мифрил Холла, легендарный герой Фейруна
- Кэтти-бри — приемная дочь Бренора, именуемая принцессой Мифрил Холла
- Дриззт До'Урден — лучший друг Бренора, герой многих сражений за Мифрил Холл
- Реджис — халфлинг, друг Бренора, смотритель туннелей, временно исполняющий обязанности наместника во время болезни короля Бренора
- Рауринн Стэндстоун (по прозвищу Крушитель черепов) — капитан королевской гвардии
- Белвар Диссенгальп — смотритель туннелей, некогда герой Блингденстоуна, а теперь лидер глубинных гномов, живущих в Мифрил Холле
- Тибблдорф Пвент — воин-берсерк, лидер отряда «Веселые мясники» — личной гвардии короля
- Стампет Скребущий Коготь — одна из жриц и близкая приближенная Бренора
- Дагнабит — генерал, ближайшее доверенное лицо Бренора

## Сеттлстоун
Добраться до главного входа в Мифрил Холл можно за полдня пути на северо-восток от деревни Сеттлстоун. Сеттлстоун — это причуда дварфийской архитектуры, полностью построенная над землей и сложенная из огромных каменных плит. До захвата твердыни дуергарами в этом наземном поселении жили дварфы и вели торговлю с другими расами Серебряных Пределов. Но после падения Мифрил Холла это поселение превратилось в руины. В 1350-е годы последователи Бренора очистили и восстановили деревню, превратив её в своего «официального представителя» на поверхности.
Путешественники, направляющиеся в Мифрил Холл, должны сначала пройти через Сеттлстоун и добиться разрешения от находящихся там служащих на подъем по узкой караванной дороге к Мифрил Холлу. В Сеттлстоуне постоянно располагается гарнизон из приблизительно двухсот воителей-дварфов. Их задачами являются очищение окружающей территории от чудовищ и защита главной дороги от враждебных пришельцев. Сама дорога также защищена — целые участки являются управляемыми и при необходимости могут быть погребены под смертоносными лавинами, сброшены в ущелья или смыты под напором перенаправляемых горных ручьев (эти линии обороны не является самостоятельно запускающимися, но при необходимости могут быть активированы в целях защиты).
Вульфгар, приемный сын короля Бренора, привел в Сеттлстоун объединенные племена варваров, чтобы дать им шанс на новую — безопасную и более комфортную жизнь вдали от их родной Долины Ледяного Ветра. Однако после мнимой смерти Вульфгара племена вновь распались, и варвары решили покинуть Серебряные Пределы и вернуться на свою суровую и холодную Родину.

## Сильверимун
Сильверимун (англ. Silverymoon) — вымышленный город-государство в фэнтезийном сеттинге Forgotten Realms, столица и символ Серебряных Пределов, а также наиболее богатый и влиятельный поверхностный город Севера после самого Вотердипа.

### Архитектура
Сильверимун — одно из редчайших мест, где шум города сочетается с красотой деревьев и величием каменных зданий. Здесь старые дубы и тенистые рощи соседствуют с длинными, тонкими шпилями, касающимися неба, и лазурные листья деревьев бросают тень на бетонные тротуары вдоль мощеных улиц. В архитектуре господствуют струящиеся очертания, благодаря которым здания кажутся растущими самими по себе, а не воздвигнутыми строго вертикально. Многие старые здание покрыты тонким слоем расплавленного по-королевски голубого или изумрудно-зеленого стекла. Повсюду балконы и винтовые лестницы — и все они, от подоконника до перил украшены цветами, растущими в вазах. У большинства домов есть травяные дорожки, ведущие к крытым беседкам.
Старая часть Сильверимуна на северном берегу реки Раувин связана с новыми постройками на южном берегу знаменитым Лунным Мостом — магическим строением серебряной силы, центральная часть которого может быть деактивирована, чтобы защитить город от вторжения или чтобы позволить проплыть кораблю с высокими мачтами. Он поражает взгляд больше, чем множество вздымающихся шпилей города, стройных и изящных башен, бесподобных на Фейруне.

### Общественная жизнь
Большая часть населения считает удовольствием быть экспертом хотя бы в одной области знания. Горожане Сильверимуна, также называемые сильвиренами, любят остроумные шутки и с радостью делятся знаниями, а также читают баллады, поэмы, романтические сказания; многие посещают банкеты и званые вечера не менее трех раз в десять дней. Они склонны проявлять интерес ко многим вещам, поэтому магазины в городе появляются и исчезают как времена года — но эти маленькие уютные лавки всегда полны красивых, удивительных вещей, небольших заклинаний, книг (включая пустые — для собственного творчества) и карт.
Главный центр учения и культуры Севера, Сильверимун — счастливое место, где представители многих рас живут в мире друг с другом. Во многом это чувство безопасности и доброй воли вызвано влиянием могущественных местных магов и Арфистов.
Дух сотрудничества, на котором и строится Сильверимун, ощущается здесь еще сильнее, чем в Вотердипе. Люди, эльфы и дворфы живут вместе, а не «расползаются» по отдельным районам. Дом людей, к примеру, может находиться у основания дерева, которое эльфы используют как часть перехода на центральное дерево-дом, а рядом может находиться вход в подземные чертоги дворфов.

### Культура и ремесла
Сильверимун рассматривается как передовой центр учебы и культуры Севера. Он отмечен за его музыкантов, сапожников, скульпторов и каменщиков — а также магов, собирающихся здесь в больших количествах, чем в любом другом городе стран Побережья Меча, кроме Вотердипа. Лишь их мощь сдерживает Тайное Братство Лускана и другое зло Севера в заливе — если эти маги вдруг завтра исчезнут, цивилизованный Север может легко быть повергнут в хаос и руины.
Сильверимун может похвастаться музыкальной консерваторией, большой библиотекой, парками, подобным замкам жилищам многой знати и храмами и святынями таких божеств, как Хельм, Латандер, Миликки, Милил, Мистра, Огма, Селунэ, Сильванус, Суни, Тимора и дварфские и эльфийские божества. Возможно, наиболее известная структура — Университет Сильверимуна, школа магии, составленная из нескольких прежде отдельных колледжей. Школы-члены включают Колледж Леди (служащий колдунам и бардам), Школу тавматургии Миреска и Фоклукан, легендарный колледж бардов, который снова открыт (столетие спустя после наводнения орками).

### Защита города
Армия города, Серебряные Рыцари, числом более пяти сотен, постоянно патрулируют город. Разведчики Арфистов и маги помогают им, и когда они должны прогнать оркские орды, устрашающие маги могут собраться для борьбы с ними. Сильвермун также защищен множеством оберегов, которые обнаруживают присутствие злых существ и использование магии в некоторых областях. Рыцари патрулируют местность вокруг города в радиусе недели езды верхом, а сам город остается членом Альянса Лордов. Даже давние сильвиранцы немногое знают о свойствах постоянного магического поля, которое увеличивает силу одних заклинаний, ограничивает действие других заклинаний и снимает третьи, защищая город к востоку от его большого открытого рынка. Некоторые области во дворце (место, всегда строго охраняемое магами элитной Магической Охраны) имеют Внутренний Оберег, который требует владения символом для позволения входа.

### Правители
- Икемейн Истинно Серебряный (637—712) Первый Высокий Маг; рожден в Сюзейле, студент Башни Песни Ветра в Миф Дранноре.
- Аглантол Красный (712—719) Второй Высокий Маг; внучатый племянник и ученик Икемейна.
- Эдеран Нхаримлур «Кошачий Глаз»  (719—784) Третий Высокий Маг; женат на эльфийской принцессе Эленарил из Миф Драннора.
- Амаара Нхаримлур «Златокудрая»  (784—857) Четвертый Высокий Маг; дочь полуэльфа Эдерана; умерла на Эвермите в 942.
- Элью Дуален (857—876) Пятый Высокий Маг; скрытая Алустриэль из Семи Сестер; ушла со своего поста.
- Таналантара Митерсаал «Волчица»  (877—882) Шестой Высокий Маг; свергнута Военачальником Лаштором, захватившим правление.
- Таниселл «Скрытый» (883—920) Седьмой Высокий Маг; избранный на должность гражданами; умер от лихорадки.
- Нинивитт Трескал (920—1050) Восьмой Высокий Маг.
- Оржалун (1050—1230) Девятый Высокий Маг; ученик Нинивитта Трескаала; ушел со своего поста; судьба неизвестна.
- Сепур (1230—1232) Десятый Высокий Маг; ученик Оржалуна; ушел со своего поста и был убитый неизвестными после того, как покинул город.
- Алустриэль Сильверхэнд (1235—1369) Одиннадцатый Высокий Маг; убила самозваного Высокого Мага Шалосса Этенфроста, чтобы заполучить пост.
- Таэрн Хорнблейд «Громовое Заклинание» (1369-настоящее время) Двенадцатый Высокий Маг.